# Pseudophryne corroboree
Pseudophryne corroboree är en groddjursart som beskrevs av Moore 1953. Pseudophryne corroboree ingår i släktet Pseudophryne och familjen Myobatrachidae. IUCN kategoriserar arten globalt som akut hotad. Inga underarter finns listade i Catalogue of Life.